# Батиревський район
Ба́тиревський район (чув. Патăрьел районĕ) — муніципальне утворення в Росії, у складі Чуваської Республіки.
Адміністративний центр — село Батирево.

## Географія
Район розташований на південному сході Чуваської Республіки. На півдні межує з Шемуршинським районом.

## Історія
Утворений 5 вересня 1927 роки як Великобатиревський, потім перейменований на Батиревський 19 травня 1935 року. 22 лютого 1939 року отримав назву Чкаловський, однак 20 листопада 1957 року йому повернуто сучасну назву.

## Населення
Населення району становить 33419 осіб (2019, 38620 у 2010, 41769 у 2002).

## Адміністративно-територіальний поділ
На території району 19 сільських поселень:
| Поселення                              | Площа, км² | Населення, осіб (2002) | Населення, осіб (2010) | Населення, осіб (2019) | Центр            | Населені пункти |
| -------------------------------------- | ---------- | ---------------------- | ---------------------- | ---------------------- | ---------------- | --------------- |
| Алманчиковське сільське поселення      | 23,25      | 1025                   | 951                    | 773                    | Алманчиково      | 1               |
| Балабаш-Баїшевське сільське поселення  | 36,76      | 918                    | 777                    | 573                    | Балабаш-Баїшево  | 1               |
| Батиревське сільське поселення         | 25,79      | 5702                   | 5431                   | 5218                   | Батирево         | 1               |
| Бахтігільдінське сільське поселення    | 122,26     | 1196                   | 976                    | 750                    | Бахтігільдіно    | 4               |
| Бікшицьке сільське поселення           | 51,43      | 2949                   | 2740                   | 2316                   | Польові Бікшики  | 6               |
| Великочеменевське сільське поселення   | 52,40      | 1298                   | 1100                   | 845                    | Велике Чеменево  | 2               |
| Довгоострівське сільське поселення     | 25,13      | 1203                   | 1185                   | 1077                   | Довгий Острів    | 2               |
| Кзил-Чишминське сільське поселення     | 30,96      | 1337                   | 1122                   | 844                    | Кзил-Чишма       | 3               |
| Новоахпердінське сільське поселення    | 45,11      | 2473                   | 2257                   | 1947                   | Нове Ахпердіно   | 3               |
| Норваш-Шигалинське сільське поселення  | 62,34      | 1841                   | 1732                   | 1480                   | Норваш-Шигалі    | 3               |
| Первомайське сільське поселення        | 50,92      | 2796                   | 2533                   | 2068                   | Первомайське     | 6               |
| Сігачинське сільське поселення         | 19,88      | 894                    | 756                    | 588                    | Сігачі           | 2               |
| Сугутське сільське поселення           | 34,39      | 1856                   | 1666                   | 1399                   | Сугути           | 1               |
| Тарханське сільське поселення          | 122,53     | 2112                   | 1934                   | 1570                   | Тархани          | 4               |
| Татарсько-Сугутське сільське поселення | 29,32      | 1377                   | 1290                   | 1102                   | Татарські Сугути | 1               |
| Тойсинське сільське поселення          | 68,86      | 3737                   | 3176                   | 2510                   | Тойсі            | 8               |
| Туруновське сільське поселення         | 25,08      | 1872                   | 1787                   | 1585                   | Мале Батирево    | 3               |
| Шаймурзинське сільське поселення       | 38,83      | 1753                   | 1406                   | 1060                   | Шаймурзино       | 3               |
| Шигирданське сільське поселення        | 78,42      | 5430                   | 5801                   | 5714                   | Шигирдан         | 2               |

## Найбільші населені пункти
Населені пункти з чисельністю населення понад 1000 осіб:
| № | Населений пункт  | Населення, осіб (2002) | Населення, осіб (2010) |
| - | ---------------- | ---------------------- | ---------------------- |
| 1 | Батирево         | 5 702                  | 5 431                  |
| 2 | Шигирдан         | 5 059                  | 5 418                  |
| 3 | Сугути           | 1 856                  | 1 666                  |
| 4 | Татарські Сугути | 1 377                  | 1 290                  |
| 5 | Нове Ахпердіно   | 1 243                  | 1 105                  |
| 6 | Польові Бікшики  | 1 135                  | 1 093                  |
| 7 | Норваш-Шигалі    | 1 151                  | 1 092                  |
| 8 | Первомайське     | 1 141                  | 1 037                  |
| 9 | Тархани          | 1 087                  | 1 037                  |

## Господарство
Головною галуззю спеціалізації району є сільське господарство. До 50 % території зайнято ріллею. У зональної системи землеробства район відноситься до південно-східної зерново-бульбоносної зони з розвиненим овочівництвом. Тваринництво має м'ясо-молочний напрямок. Промисловість розвинена слабо — є Батиревський маслозавод, Первомайський крохмало-патоковий завод, кілька хлібопекарень, Сигачинський деревкомбінат тощо.

### Транспорт
По району біля села Батирева проходить автомагістраль Чебоксари — Ульяновськ.

## Персоналії
У районі народились:
- Кокель Олексій Опанасович (1880—1956) — російський і радянський живописець, графік, педагог, професор.
- Рогожин Олексій Володимирович (псевд. рос. Лёша Рав; 1909—1944) — уродженець Балабаш-Нурусового; радянський ерзянський поет, перекладач, педагог, член Спілки письменників СРСР.